# Helixanthera spathulata
Helixanthera spathulata är en tvåhjärtbladig växtart som beskrevs av D. Wiens & R.M. Polhill. Helixanthera spathulata ingår i släktet Helixanthera och familjen Loranthaceae. Inga underarter finns listade i Catalogue of Life.